# Bienvenido Granda
Bienvenido Rosendo Granda Aguilera (La Habana; 30 de agosto de 1915-Ciudad de México; 9 de julio de 1983) fue un cantautor cubano, apodado "El Bigote que Canta" por el prominente bigote que siempre lo acompañó.[cita requerida]

## Biografía
Conoció desde pequeño los sinsabores que la vida pueda ofrecer al quedar huérfano de padre a la edad de seis años. En su juventud fue conductor de guagua, como se le llama al autobús colectivo de pasajeros en Cuba. Desde pequeño mostró aptitud hacia el canto y desde su juventud fue vocalista de  afamadas orquestas como la Riverside, Los Hermanos Castro, El Conjunto Caney y  con el famoso Septeto Nacional, la agrupación de Ignacio Piñeiro.[cita requerida]
En 1941, hace un viaje hacia Puerto Rico, donde realizó dos grabaciones exitosas con el Cuarteto Marcano.[cita requerida]

## Con la Sonora Matancera
En los años 1940, la Sonora Matancera había firmado para el sello Panart de Cuba y estaba en pleno  apogeo de popularidad.  En diciembre de 1944 Granda  se integró a esta agrupación  por recomendación del saliente Humberto Cané, hijo del cofundador y primer director del conjunto, Valentín Cané. De inmediato pasó a ser primer cantante quedándose como la voz de planta durante casi una década, también integró el coro más famoso de ese conjunto al lado de Carlos Manuel "Caíto" Díaz Alonso y Rogelio Martínez, además de hacer coros también con otros intérpretes invitados. Su primera grabación con la Sonora Matancera, fue la guaracha de la composición de Virgilio González "La Ola Marina". Este tema lo convirtió en uno de los cantantes cubanos más cotizados.[cita requerida]
En 1948, la agrupación matancera integra a sus filas de intérpretes al internacionalmente conocido cantante puertorriqueño Daniel Santos y en 1949 a Myrta Silva, también puertorriqueña. En agosto de 1950 presentó al público a Celia Cruz que debutaba con este decano de los conjuntos.[cita requerida]
Luego  de casi 10 años de permanencia con la Sonora, en marzo de 1954 y con el bolero Pecaste de Infiel de José Slater Badán, se despidió de la agrupación en su última presentación.  Bienvenido Granda grabó con la Sonora Matancera unas doscientas diecisiete grabaciones, convirtiéndose en el cantante que más registro musical dejó en dicha agrupación.[cita requerida]

## Elbigote que canta
En una de las tantas presentaciones que tuvo con la Sonora Matancera, en un programa de Radio Progreso de La Habana, llamado "La Onda de la Alegría"; los locutores de dicha emisora: don Gustavo Pimentel Medina y don Óscar del Río lo bautizaron como "El Bigote que Canta". A partir de ese momento formó parte de su vida ese epíteto que lo hizo mundialmente conocido, por sus abundantes y llamativos bigotes y por la espléndida voz nasal que poseía.[cita requerida]

## Carrera en solitario
En el año de 1955 salió de  Cuba rumbo a  Barranquilla, Colombia. En Colombia grabó con la Sonora Antillana dirigida por Edmundo Arias y con la Sonora Silver creada y dirigida por Lucho Bermúdez. Luego se trasladaría a Venezuela, y finalmente se radicó en México, donde se nacionalizaría y viviría con su esposa Cruz María Acosta y su  hijo menor Bienvenido Granda Acosta.[cita requerida]
A mediados de la década de los 1960, fue contratado para una gira por toda América Latina, presentándose en Guatemala, Honduras, Ecuador, Perú, Chile, Argentina y Brasil, país este último donde permaneció radicado por un año y donde grabó canciones que previamente había grabado Miltinho como "El dedo del guante" y "Amor de pobre" utilizando las mismas pistas que utilizara el cantante brasileño. Regresaría a Colombia por última vez en 1977.[cita requerida]

## Últimos años y muerte
En sus últimos años se presentó en  programas musicales de la televisión mexicana pero ya su salud se estaba deteriorando.  En 1983, fue internado por complicaciones gastrointestinales y una antigua afección pulmonar, falleciendo la mañana del sábado 9 de julio de ese año en el Centro Quirúrgico de México, a la edad de 67 años. La tarde del mismo día fue sepultado en el lote de actores del Panteón Jardín de la Ciudad de México.[cita requerida] Tanto en el velorio como en su sepelio se dieron cita millares de seguidores entonando canciones que, en su voz, marcaron el sentir de toda una época. En el último momento comenzó a escucharse: 
- "Luna, ruégale que vuelva, y dile que la espero, muy solo y muy triste, en la orilla del mar. Luna, tú que la conoces, y sabes de las noches, que juntos pasamos, en la orilla del mar."

## Discografía
- Con el Septeto de Ignacio Piñero
- Bienvenido Granda Sings
- Grandes Éxitos con la Sonora Matancera
- Grandes Éxitos con la Sonora Matancera II
- Grandes Éxitos con la Sonora Matancera III
- Mi Diario Musical
- Amor Extraño
- Seré tu Amigo
- Encores
- El Bigote que Canta con Orquesta
- El Estilo Incomparable
- Canta Sus Éxitos (Central Park Records, 2018)

- Datos: Q3324896